# Lamproscatella mirabilis
Lamproscatella mirabilis är en tvåvingeart som först beskrevs av Canzoneri och Giuseppe Giovanni Antonio Meneghini 1969.  Lamproscatella mirabilis ingår i släktet Lamproscatella och familjen vattenflugor.
Artens utbredningsområde är Kongo. Inga underarter finns listade i Catalogue of Life.